# NGC 2089
NGC 2089 este o galaxie lenticulară situată în constelația Iepurele. A fost descoperită în 6 februarie 1785 de către William Herschel. Se află la o distanță de 41,56 de megaparseci de Pământ.